# Anna Bähler
Anna Bähler Lüthi (* 1959 in Thun) ist eine Schweizer freiberufliche Historikerin.
Sie lebt seit 1980 in Bern, wo sie Geschichte und Geografie studierte. Seit 1998 arbeitet sie als freiberufliche Historikerin. In ihren Schriften behandelt sie historische Aspekte der Stadtentwicklung von Bern und Thun, sowie sozialgeschichtliche Themen. Von 2004 bis 2009 erarbeitete sie fünf Stadtrundgänge für den Verein Stadtmobilität Thun.

## Publikationen (Auswahl)
- Was sie wollten, das wollten sie stark und ganz, Geschichte des Schweizerischen Lehrerinnenvereins, Bern: Schweizerischer Lehrerinnenverein 1992
- Bern – die Geschichte der Stadt im 19. und 20. Jahrhundert (Mitautorin), Bern: Stämpfli, 2003. ISBN 3-7272-1271-3
- Vier Artikel im Historischen Lexikon der Schweiz[2]
- Gebändigt und genutzt. Die Stadt Thun und das Wasser in den letzten 300 Jahren. In: Berner Zeitschrift für Geschichte und Heimatkunde, 69 (2007), S. 153–207. Online (PDF)
- Schloss Thun, Bern: GSK, 2008. ISBN 978-3-85782-825-6
- (mit Katharina Moser) Die Geschichte der Privatklinik Wyss. Ast und Fischer, Wabern 2010. Online (PDF)
- 150 Jahre Gas für Thun, 1862–2012. Energie Thun AG: Thun, 2012. Online (PDF)
- Kühlewil 1892–2017. Die Geschichte einer sozialen Institution der Stadt Bern. Baden: Hier und Jetzt, 2017. ISBN 978-3-03919-416-2
- Thuner Stadtgeschichte 1798–2018. Attraktive Stadt, regionales Zentrum, nationaler Waffenplatz. (Mitherausgeberin und Mitautorin). Thun 2018. ISBN 978-3-03818-183-5. (Website)